# Operacja Nachszon
Operacja Nachszon (hebr. מבצע נחשון, Miwca Nachszon) – żydowska operacja wojskowa przeprowadzona podczas wojny domowej w Mandacie Palestyny w dniach 5-12 kwietnia 1948 roku przez organizację paramilitarną Hagana. Jej celem było przełamanie arabskiego oblężenia Jerozolimy i dostarczenie zaopatrzenia dla izolowanej społeczności żydowskiej miasta. Była to pierwsza duża operacja Hagany, a jednocześnie był to pierwszy etap realizacji Planu Dalet. Pomimo dotarcia konwojów do Jerozolimy, operacja zakończyła się częściowym powodzeniem sił żydowskich.

## Tło wydarzeń
Przyjęta 29 listopada 1947 roku Rezolucja Zgromadzenia Ogólnego ONZ nr 181 zakładała, że na terenie byłego Mandatu Palestyny miały powstać dwa państwa (żydowskie i arabskie) oraz mała międzynarodowa strefa obejmująca Jerozolimę i Betlejem. Strefa międzynarodowa miała pozostawać poza granicami obu państw i być zarządzana przez Narody Zjednoczone, które stawały się gwarantem bezpieczeństwa wszystkich świętych miejsc chrześcijaństwa, islamu i judaizmu w obu miastach. Społeczność żydowska zaakceptowała plan podziału Palestyny, jednak Arabowie odrzucili go i dzień później doprowadzili do wybuchu wojny domowej w Mandacie Palestyny. Region Jerozolimy stanowił najsilniejszy punkt sporny. Obie strony uważały, że zwycięstwo w Jerozolimie będzie oznaczać zwycięstwo w całej wojnie. Egzystencja społeczności żydowskiej w Jerozolimie była uzależniona od płynności dostaw z nadmorskiej równiny Szaron i miasta Tel Awiw. Utrzymanie tej komunikacji było dla jerozolimskich Żydów sprawą życia i śmierci. Izraelski dziennikarz Amos Elon argumentował: „Dla wszystkich było jasnym, że bitwa o Jerozolimę nie zostanie rozstrzygnięta na Starym Mieście, ale na wąskim pasie asfaltu, który łączy Jerozolimę z Tel Awiwem. Ta droga decydowała o życiu miasta i bez niej nie było szans na przetrwanie”.
Na początku grudnia 1947 roku w rejon Jerozolimy dotarł pierwszy oddział Armii Świętej Wojny dowodzony przez Abd al-Kadir al-Husajniego. Podszedł on ze swoim liczącym około stu bojowników oddziałem do wsi Surif, na południowy zachód od Jerozolimy. Dołączyło tu do niego wielu młodych arabskich wieśniaków, z których niektórzy byli weteranami brytyjskiej armii. W ten sposób jego siły bardzo szybko urosły do kilku tysięcy ludzi. Ich celem było sparaliżowanie żydowskiej komunikacji w regionie oraz całkowite odcięcie Zachodniej Jerozolimy. Od 14 grudnia w starcia w Mandacie Palestyny zaangażowały się regularne siły transjordańskiego Legionu Arabskiego. Pomimo dużej przewagi, stoczona 14 stycznia 1948 roku I bitwa o Gusz Ecjon okazał się wielką porażką Arabów. Okoliczni arabscy mieszkańcy obawiali się teraz możliwego żydowskiego odwetu. Nie ufali już Armii Świętej Wojny, którą wspierał Wielki Mufti Jerozolimy Al-Hadżdż Muhammad Amin al-Husajni. W konsekwencji oznaczało to spadek roli klanu al-Husajnów, a wzrost znaczenia Arabskiej Armii Wyzwoleńczej, której oddziały zaczęły właśnie wkraczać do Palestyny. Na początku stycznia 1948 roku podczas spotkania w Damaszku utworzono Palestyńskie Dowództwo Polowe Arabskiej Armii Wyzwoleńczej. Terytorium Palestyny podzielono na cztery obszary działań operacyjnych. Najbardziej strategiczny rejon Jerozolimy objęło odrębne Dowództwo Jerozolimy – odpowiadało ono za obszar miasta Jerozolimy, Ramallah, Hebron i Jerycho. Natomiast za rejon dróg prowadzących do Jerozolimy odpowiadało Dowództwo Lod i Ramli – rejon miast Lod i Ramli. Pod koniec stycznia w rejon Jerozolimy i Ramallah dotarł Regiment Ajnadin – 700 ochotników wspieranych przez baterię artylerii. Jak na ówczesne warunki wojny, była to potężna siła ognia, która mogła w zasadniczy sposób wpłynąć na dalszy przebieg działań i przesądzić o losach oblężonej Jerozolimy. Na początku marca pozycje w rejonie Liddy i Ramli wzmocnił pułk irackich ochotników Arabskiej Armii Wyzwoleńczej. Sytuacja Żydów była niezwykle skomplikowana. Już od pierwszych dni wojny żydowska organizacja paramilitarna Hagana rozpoczęła organizować konwoje do Jerozolimy. Ich ochronę powierzono elitarnym kompaniom szturmowym Palmach. Zdawano sobie przy tym sprawę, że egzystencja społeczności żydowskiej w Jerozolimie jest całkowicie uzależniona od płynności dostaw z nadmorskiej równiny. Utrzymanie tej komunikacji było dla jerozolimskich Żydów sprawą życia i śmierci. Między grudniem 1947 roku a lutym 1948 roku do Jerozolimy dotarło 236 konwojów liczących ogółem 2160 ciężarówek z prawie 9 tys. ton zaopatrzenia. W okresie tym doszło do blisko 70 ataków, śmierć poniosło 37 osób i zniszczono 8 samochodów. W marcu wyruszyło już tylko 45 wypraw z 560 pojazdami, z czego do Jerozolimy dotarło jedynie 37 konwojów.
W dniu 27 marca 1948 roku rozbity został wracający do Jerozolimy z izolowanego bloku osiedli Gusz Ecjon konwój (konwój Nebi Daniel). Tego samego dnia, w Zachodniej Galilei został także rozbity konwój Jechi’am. Była to bardzo dotkliwa strata. Pomimo to, ze względu na powagę sytuacji w Jerozolimie, dowództwo Hagany poprowadziło 31 marca do Jerozolimy kolejny konwój – konwój Chulda. On również wpadł w zasadzkę i został rozbity, w wyniku czego rozpoczęła się całkowita blokada drogi prowadzącej do Jerozolimy. Miasto i jego żydowscy mieszkańcy zostali odcięci od zaopatrzenia. Arabowie ewidentnie wygrywali „wojnę o drogi”. Dowództwo Hagany przeanalizowało przyczyny porażek, uznając, że taktyka konwojów zawiodła i należy poszukiwać innej metody dostarczania zaopatrzenia do izolowanych społeczności. W rezultacie wdrożono w życie Plan Dalet. Pierwszą próbą wdrożenia go w życie, była przeprowadzona na południu kraju operacja Haszmed, w której po raz pierwszy użyto większych związków taktycznych by osiągnąć jedno zadanie operacyjne. Pomimo niepowodzenia, operacja była cenną lekcją dla Hagany.
Lider społeczności żydowskiej Dawid Ben Gurion spostrzegał Jerozolimę jako środek ciężkości całej kampanii prowadzonej w Palestynie. Utrata Zachodniej Jerozolimy byłaby wielkim ciosem dla społeczności żydowskiej i Hagana nie mogła sobie na to pozwolić. Dlatego zdecydowano się przeprowadzić kolejną operację w celu przełamania oblężenia i dostarczenia zapasów do miasta. Podczas debaty na temat przygotowań do operacji, Jigael Jadin sprzeciwił się skierowaniu w ten rejon większych sił. Znając doskonale topografię terenu, zdawał on sobie sprawę, że dojdzie do ciężkich walk w trudnych górskich warunkach. A ociągnięcie jednostek z ochrony bocznych dróg, mogło spowodować załamie się obrony na innych odcinkach prowadzonych walk. Ostatecznie Dawid ben Gurion zdołał przeforsować swoją opinię i po raz pierwszy postanowiono, że Hagana użyje sił w wielkości brygady. Jadin zaproponował jako nazwę operacji Nachszon, od starotestamentowej postaci Nachszona, syna Aminadaba, który według legendy jako pierwszy wskoczył do Morza Czerwonego, gdy Izraelici wychodzili z niewoli w Egipcie. Miała to być pierwsza operacja przeprowadzona zgodnie z Planem Dalet. Dowództwo operacyjne objął Szimon Awidan.

## Układ sił

### Strona żydowska
Pod rozkazami Szymona Avidana zgromadzono 1500 żołnierzy z trzech batalionów Brygady Giwati (Hagana) i taktycznych batalionów uderzeniowych Palmach. W sektorze zachodnim znajdował się nowy Batalion Palmach wyszkolony i dowodzony przez Chaima Laskowa (pozycje w rejonie arabskich wiosek Chulda i Dajr Muhajsin). W sektorze centralnym znajdował się 4 Batalion Palmach dowodzony przez Josefa Tabenkina (pozycje przed Sza’ar ha-Gaj). Rezerwę tworzył słabo wyszkolony 54 Batalion Brygady Giwati, dowodzony przez Eldada Auarbach. O ile, jednostki Palmach były doświadczone i zaprawione w walkach, to oddział rezerwowy składał się w większości z zupełnie nowych żołnierzy, którzy pochodzili z zupełnie innej brygady i nie znali nawet jeszcze swoich dowódców. Rodziło to ich nieufność i wpływało na dyscyplinę. Ponadto, nie przeszli oni normalnego szkolenia wojskowego, gdyż po prostu brakowało broni. Podobnie ciężko przedstawiała się sytuacja z uzbrojeniem jednostek Palmach – większość ich broni należała do określonych osiedli żydowskich i nie pozwalały one, aby ta broń została przeniesiona w innych obszar, tym samym osłabiając ich obronę. Aby rozwiązać ten problem przeprowadzono operację Chasida. Jej część stanowiła operacja Balak 1 (1 kwietnia 1948 r.), podczas której drogą lotniczą przewieziono z Czechosłowacji 200 czeskich karabinów Mauser Kar98k, 40 karabinów maszynowych MG 34 i 150 tys. sztuk amunicji. Samolot z bronią wylądował przy arabskiej wiosce Bajt Daras. Broń natychmiast wzięli żołnierze Brygady Giwati, którzy następnie wyruszyli na nowe pozycje wyjściowe do operacji. W dniu 3 kwietnia 1948 roku do brzegów Palestyny dotarł płynący z Jugosławii statek „Nora” z dużą dostawą czeskiej broni. Było to około 4700 karabinów, ponad 250 sztuk broni maszynowej i milion pocisków. Sowiecka pomoc odegrała zasadniczą rolę podczas tej operacji, jak i całej wojny. W pojedyncze działania operacyjne zaangażowane były także niewielkie siły Irgunu i Lechi. Plan operacyjny zakładał otwarcie drogi do Jerozolimy i umożliwienie dotarcie do miasta kilku konwojom z zaopatrzeniem. Równolegle miały być blokowane okoliczne wioski arabskie, które w przypadku napotkania oporu, miały być wysiedlone i wyburzone. Na bocznych drogach miały być także przeprowadzone liczne działania sabotażowe oraz blokady paraliżujące arabską komunikację, aby utrudnić przeciwnikowi ściągnięcie posiłków w rejon prowadzonych walk.

### Strona arabska
Po stronie arabskiej znajdowały się dobrze umocnione pozycje obronne, blokujące strategiczną drogę prowadzącą z równiny nadmorskiej do Jerozolimy. Centralnym punktem obrony był rejon fortu Latrun i pobliska Sza’ar ha-Gaj. W miejscu tym droga wychodziła z rozległej doliny i zaczynała wchodzić w wąski wąwóz pomiędzy wzgórza. Jest to wadi Ali. Arabowie utrzymywali dogodne pozycje ogniowe na okolicznych wzgórzach, a okoliczne wioski stanowiły ich bazę operacyjną. Siły arabskie ocenia się na około 2000 doświadczonych i uzbrojonych ludzi. Większość z nich stanowili Arabowie mieszkający w pobliskich wsiach. Byli oni wzmocnieni przez oddział 600 ochotników Armii Świętej Wojny, którzy przeszli szkolenie wojskowe w Syrii – byli dowodzeni przez Abd al-Kadir al-Husajniego i Hasana Salama. W rejonie tym znajdował się także oddział 400 irackich ochotników z Arabskiej Armii Wyzwoleńczej. Arabowie posiadali także bardzo duże siły rezerwowe, które mogły być użyte podczas walk. Trudnością był jednak brak jednolitego dowodzenia.

## Przebieg operacji

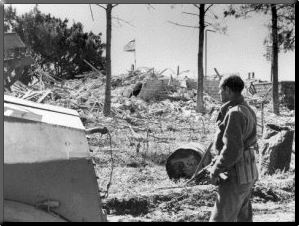
Izraelski żołnierz w ruinach wioski Al-Kastal, 5 kwietnia 1948 r.

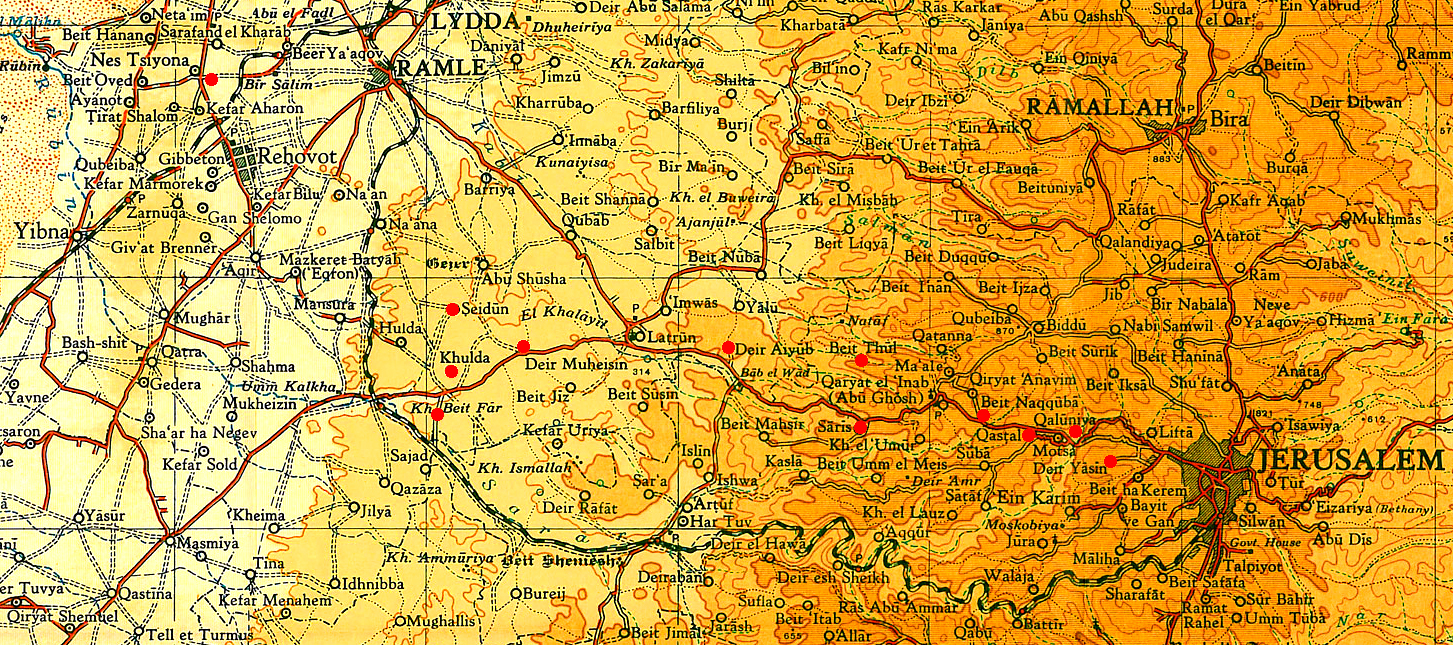
wsie arabskie zdobyte przez Żydów podczas operacji Nachszon i Harel

Pierwsze rozkazy operacyjne wydano 2 kwietnia 1948 roku. Dzień wcześniej, żydowskie placówki obserwacyjne zaobserwowały ewakuację arabskiej ludności cywilnej ze wsi Al-Kastal. Znajdowała się ona u podnóża strategicznego wzgórza, kontrolującego wschodni odcinek drogi do Jerozolimy. Dowództwo Hagany spodziewało się, że Arabowie stworzą we wsi silnie ufortyfikowany punkt oporu. Z tego powodu w nocy z 2 na 3 kwietnia 1948 roku siły Palmach zajęły po walce tę wieś, rozpoczynając kilkudniową bitwę o al-Kastal (3-9 kwietnia 1948 r.). Ściągnęła ona na siebie uwagę Abd al-Kadir al-Husajniego i Armii Świętej Wojny, która przez kolejne dni ponawiała kontrataki na wieś. Równocześnie na zachodnim odcinku drogi przeprowadzono drugą akcję dywersyjną. Oddział z Brygady Giwati wkroczył nad ranem na przedmieścia Ramli, gdzie mieścił się sztab Hasan Salama. Dywersanci podłożyli ładunki wybuchowe i z powodzeniem wycofali się, niszcząc dom w którym zginęło 25 arabskich ochotników Armii Świętej Wojny. Atak skutecznie podważył prestiż Salama, którego jego towarzysze broni posądzili o ucieczkę z pola walki. Salama przeniósł swój sztab do wsi al-Abbasijja, został jednak wyłączony z walk na okres rozpoczęcia żydowskiej ofensywy. W dniu 5 kwietnia dowództwo Hagany wysłało telegraf potwierdzający rozpoczęcie operacji Nachszon.
Operacja rozpoczęła się rankiem 5 kwietnia 1948 roku. Siły Palmach zablokowały boczne drogi dojazdowe w rejonie wiosek Chulda i Dajr Muhajsin. W nocy z 5 na 6 kwietnia wyruszył pierwszy konwój liczący 62 pojazdy. Po przełamaniu blokady w Sza’ar ha-Gaj, przez całą drogę przejechał on stosunkowo bezpiecznie, osiągając po 10 godzinach jazdy Jerozolimę. Był to duży sukces, który oznaczał, że dotychczasowe działania dywersyjne spełniły swoją rolę, umożliwiając przełamanie blokady Jerozolimy. Do miasta dostarczono 1800 ton zapasów. Dowództwo postanowiło rozszerzyć zakres działań operacji Nachszon. W dniu 6 kwietnia siły Palmach wkroczyły do wsi Dajr Muhajsin. Wioska była w większości już opuszczona, nakazano jednak pozostałym Arabom natychmiast opuścić swoje domy. Następnie wysadzono wszystkie domy mieszkalne. Tego samego dnia zajęto pobliskie wioski Chulda i Sajdun, z których również wysiedlono wszystkich mieszkańców.
Tymczasem, 7 i 8 kwietnia siły Armii Świętej Wojny zintensyfikowały ataki na wieś al-Kastal. Podczas tych walk, rankiem 8 kwietnia zginął Abd al-Kadir al-Husajni. Początkowo Arabowie nie byli zorientowani w sytuacji, i nie wiedzieli czy ich dowódca zginął, czy też został ranny. Z tego powodu przepuścili generalny szturm, odzyskując wieś al-Kastal. Żydowskie niedobitki zdołały się wycofać do pobliskiego kibucu, a Arabowie odnaleźli wśród ruin ciało zabitego al-Husajniego. Jego pogrzeb odbył się następnego dnia na Wzgórzu Świątynnym w Jerozolimie. W pogrzebie wzięło udział około 30 tys. osób. Był to bardzo poważny cios dla społeczności arabskiej w Palestynie. Sama wieś al-Kastal została opuszczona, i 9 kwietnia ponownie zajęły ją siły Palmach. Tego samego dnia, siły żydowskich organizacji paramilitarnych Irgun i Lechi zaatakowały arabską wieś Dajr Jasin. Doszło wówczas do masakry w Dajr Jasin, w której zginęło 107 Arabów. Oficjalnie władze żydowskie odcięły się od tego zdarzenia, a Dawid Ben Gurion publicznie obarczył Menachema Begina odpowiedzialnością za masakrę. Nazwał go „Menachemem Hitlerem”, a Agencja Żydowska wysłała telegram kondolencyjny do króla Transjordanii Abdullaha I. Zdarzenie nazwano w nim jako „brutalne i barbarzyńskie, które jest niezgodne z duchem narodu żydowskiego, jego tradycją i dziedzictwem kulturowym”. Pomimo to, Żydzi świadomie wykorzystali psychologiczne efekty masakry, rozpuszczając plotki na jej temat. Zastraszały one i demoralizowały społeczność arabską, która coraz bardziej bała się kolejnych masakr i pogromów. Takie przesadzone pogłoski przyczyniły się do wybuchu paniki wśród palestyńskich Arabów, a w konsekwencji ucieczki znacznej ich części z Palestyny.
W obliczu tych wszystkich wydarzeń Fauzi al-Kawukdżi podjął 9 kwietnia decyzję o skierowaniu sił Arabskiej Armii Wyzwoleńczej, aby opanować sytuację i ponownie przywrócić blokadę drogi prowadzącej do Jerozolimy. W tym celu do wsi Bajt Surik przegrupowano Regiment Ajnadin – było to 700 ochotników wspieranych przez baterię artylerii. Jak na ówczesne warunki wojny, była to potężna siła ognia, która mogła w zasadniczy sposób wpłynąć na dalszy przebieg działań i przesądzić o losach oblężonej Jerozolimy. Artyleria rozpoczęła ostrzał żydowskich pozycji w al-Kastal, zagrażając bezpieczeństwu konwojów do Jerozolimy. Równocześnie Wysoki Komitet Arabski zwrócił się do Wysokiego Komisarza Palestyny sir Alana Cunninghama z prośbą o wyrażenie zgody na powrót do Mandatu Palestyny wielkiego mufti Jerozolimy Al-Hadżdż Muhammad Amin al-Husajniego. W ocenie klanu Husajnich, po śmierci Abd al-Kadira tylko powrót Al-Hadżdż Amina mógł uratować sytuację. Pomimo uzyskania zgody Brytyjczyków, mufti nie zdołał dotrzeć do Jerozolimy. Spadek prestiżu klanu Husajnich otworzył drogę do ekspansji wpływu Arabskiej Armii Wyzwoleńczej i Fauzi al-Kawukdżi w obszarze Jerozolimy. Tymczasem siły Palmach przystąpiły 11 kwietnia do kolejnej serii wysiedleń ludności arabskiej. Prowadząc akcję zabezpieczania rejonu al-Kastal, zdobyto wioski Kalunja i Bajt Nakkuba. Zajęcie tych wiosek stwarzało bezpośrednie zagrożenie dla stanowisk arabskiej artylerii w sąsiedniej wsi Bajt Surik. Fauzi al-Kawukdżi wycofał więc swoją artylerię w kierunku Ramallah. 12 kwietnia siły Palmach zajęły wieś Bajt Sul. Przebieg wydarzeń wskazywał, że siły arabskie wycofały się z regionu strategicznej drogi i dostawy mogą bezpiecznie dotrzeć do Jerozolimy. Cały odcinek drogi był opanowany, a sąsiednie wioski zabezpieczone. Jednak oddziały Palmach były zmuszone do postępowania zgodnie z Planem Dalet, co oznaczało, że po zajęciu wyznaczonych celów wycofały się, pozostawiając rozległy teren nielicznym oddziałom Hagany. Nie miały one szansy na powstrzymanie nadchodzących posiłków arabskich. W rezultacie droga do Jerozolimy wciąż była zamknięta.
Lista arabskich wiosek zajętych podczas operacji Nachszon:
| Nazwa         | Liczba mieszkańców (1948 r.) | Data zajęcia     | Obrońcy             | Siły żydowskie     | Opis |
| ------------- | ---------------------------- | ---------------- | ------------------- | ------------------ | --- |
| Al-Kastal     | 104                          | 3 kwietnia 1948  | Armia Świętej Wojny | 4 Batalion Palmach | W dniach 3-9 kwietnia 1948 r. toczyła się bitwa o al-Kastal. Wszyscy mieszkańcy samemu uciekli, a siły żydowskie wyburzyły wszystkie budynki. Wioska pozostała pod żydowską kontrolą.                                                                                      |
| Chulda        | 325                          | 6 kwietnia 1948  | żadnego oporu       | Palmach            | Mieszkańcom nakazano opuszczenie wioski. Brytyjczycy nakazali Żydom opuszczenie wsi, gdyż stanowili oni zagrożenie dla brytyjskich linii zaopatrzeniowych. Siły żydowskie opuszczając wieś 20 kwietnia, wyburzyły wszystkie budynki.                                       |
| Dajr Muhajsin | 534                          | 6 kwietnia 1948  | ochotnicy           | Palmach            | Mieszkańcom nakazano opuszczenie wioski, a następnie wyburzono większość budynków. Arabowie kilkakrotnie kontratakowali, próbując odbić wieś. 9 kwietnia Brytyjczycy nakazali Żydom opuszczenie wsi, gdyż stanowili oni zagrożenie dla brytyjskich linii zaopatrzeniowych. |
| Sajdun        | 244                          | 6 kwietnia 1948  | ochotnicy           | Palmach            | Mieszkańcy samemu uciekli. Siły żydowskie wyburzyły wszystkie budynki. |
| Dajr Jasin    | 708                          | 9 kwietnia 1948  | ochotnicy           | Irgun i Lechi      | Doszło do masakry w Dajr Jasin. Wszystkich mieszkańców wysiedlono, a większość zabudowań wyburzono. |
| Kalunja       | 1260                         | 11 kwietnia 1948 | żadnego oporu       | Palmach            | Mieszkańcy sami uciekli po masakrze w Dajr Jasin. Wszystkie budynki wysadzono. |
| Bajt Nakkuba  | 240                          | 11 kwietnia 1948 | żadnego oporu       | Palmach            | Mieszkańcy sami uciekli po masakrze w Dajr Jasin. Wszystkie budynki wysadzono. |
| Bajt Sul      | 302                          | 12 kwietnia 1948 | żadnego oporu       | Palmach            | W następnych miesiącach wieś kilkakrotnie przechodziła z rąk do rąk. |

## Reakcje i następstwa
Operacja zakończyła się częściowym powodzeniem strony żydowskiej. Po początkowym sukcesie i dotarciu zaledwie jednego konwoju z zaopatrzeniem do Jerozolimy, dalszy przebieg walk o wieś al-Kastal spowodował, że droga wciąż była zablokowana. Arabowie mieli zdecydowaną przewagę w znajomości topografii terenu. Posiadali także bardzo duże zdolności mobilizacji ochotników z okolicznych wiosek. Brakowało im przy tym jednolitego dowództwa, a siły Armii Świętej Wojny były chwilowo zdezorganizowane po śmierci Abd al-Kadir al-Husajniego. Jednostki Arabskiej Armii Wyzwoleńczej były skoncentrowane na utrzymaniu strategicznych pozycji w rejonie Latrun, Lyddy i Ramli. Dowództwo ich zabrakło odwagi, by wcześniej użyć rezerwy zlokalizowane w obszarze Ramallah. Być może wynikało to z faktu trwającej na północy bitwy o Miszmar ha-Emek (4-15 kwietnia 1948 r.). W rezultacie, Arabowie nie potrafili skutecznie przeciwdziałać żydowskim atakom, i bardzo powoli przegrupowywali swoje siły. Żydzi nie potrafili jednak wykorzystać słabych stron przeciwnika. Brakowało im planu dalszego działania po osiągnięciu zakładanych przez plan celów. Potrafili oni wykorzystać swoje wyszkolenie i uzbrojenie, ale ich plany operacyjne posiadały zasadniczą wadę – brakowało im pomysłu, co robić dalej po zajęciu terenu wroga. W rezultacie wycofywano się, a po jakimś czasie przeprowadzano kolejną operację, walcząc o te same miejsca z silniejszym przeciwnikiem. Z punktu widzenia logiki, takie działanie było pozbawione sensu. Dlatego w dniach 16-20 kwietnia 1948 roku Hagana musiała przeprowadzić operację Harel (16-20 kwietnia 1948 r.), w trakcie której do Jerozolimy dostarczono 200 pojazdów z zaopatrzeniem. Była ona przedłużeniem operacji Nachszon, z tego powodu niektóre źródła i opracowania historyczne błędnie podają, że operacja Nachszon trwała dłużej, do 15 lub 20 kwietnia.